# Ґреґорі Алан Ісаков
Ґреґорі Алан Ісаков (англ. Gregory Alan Isakov) — співак, композитор.
Народився в Йоганнесбурзі, у Південній Африці. В дитинстві переїхав до Філадельфії, штат Пенсільванія, США. В 16 років почав гастролювати, а трохи згодом переїхав до Колорадо.
Його музика — це поєднання інді та фольку. В усіх його композиціях присутні гітара й банджо. Найпопулярніші пісні: «Time Will Tell», «Suitcase Full of Sparks», «The Stable Song», «Big Black Car».
Ісаков за своє життя, дуже багато подорожував, і це мало величезний вплив на його творчість. Його пісні це розповіді про дороги й пейзажі, про пошук сенсу у всьому, що його оточує.
Ґреґорі виступав на багатьох музичних фестивалях, зокрема у США, Канаді і Європі. Окрім музики також займається садівництвом.

## Дискографія
- Rust Colored Stones (2003)
- Songs for October (2005)
- That Sea, The Gambler (2007)
- This Empty Northern Hemisphere (2009)
- The Weatherman (2013)
- Gregory Alan Isakov with the Colorado Symphony (2016)
- Evening Machines (2018)